# Jackie Chan à Hong Kong
Pour plus de détails, voir Fiche technique et Distribution.
Jackie Chan à Hong Kong (Boh lei chun) est un film hongkongais de Vincent Kok de 1999. Jackie Chan y combat un jeune et talentueux cascadeur du nom de Bradley James Allan qui fut remarqué grâce à ce film. On peut aussi y apercevoir Stephen Chow réalisateur de Crazy Kung Fu et de Shaolin Soccer.

## Synopsis
Une jeune fille de Taiwan ramasse une bouteille dans la mer contenant un message d'amour et qui indique une adresse à Hong Kong. Aussitôt, elle décide de se rendre dans cette ville pour retrouver l'auteur de ce message qui se trouve être homosexuel. Mais entre-temps, elle fait la rencontre d'un industriel et boursier riche, mais qui se révèle profondément seul. Se faisant passer pour une petite amie de mafieux en cavale, elle tente de séduire ce beau riche et champion de Kung fu et de boxe.
Toujours avec les traits d'un film de Jackie Chan comique, une touche de romantisme et de petite tragédie s'ajoute au personnage qui fait le charme du film, où le « méchant » apparait comme un ami qui cherche comme le protagoniste sa place.

## Fiche technique
- Titre français : Jackie Chan à Hong Kong
- Titre original : Boh lei chun (玻璃樽)
- Titre anglais : Gorgeous
- Réalisation : Vincent Kok
- Scénario : Jackie Chan, Vincent Kok, Ivy Ho
- Producteur : Jackie Chan et Raymond Chow
- Musique : Wong Dan Yee
- Photographie : Cheung Man Po
- Montage : Cheung Ka Fai, Kwong Chi Leung
- Costumes : Shirley Chan, Dora Ng
- Décors : Chung Man Yee
- Pays d'origine : Hong Kong
- Sociétés de production : GH Pictures, Golden Harvest, Golden Harvest Pictures (China)
- Genre : comédie, Action, Romance
- Durée : 121 minutes
- Dates de sortie : 
  - Hong Kong : 12 février 1999
  - France : 14 septembre 2000 (DVD)

## Distribution
- Jackie Chan (VF : Bernard Lanneau) : C.N. Chan
- Shu Qi (VF : Sybille Tureau) : Bu
- Tony Leung Chiu-wai (VF : Cédric Dumond) : Albert
- Emil Chau (VF : Patrick Borg) : L.W. Lo (Howie Lo)
- Sung Young Chen (VF : Mario Santini) : Père de Bu
- Elaine Jin (VF : Véronique Borgias) : Mère de Bu
- Bradley James Allan (VF : Pierre Tessier) : Alan
- Richie Ren (VF : Alexandre Gillet) : Yi Lung
- Ken Lo : Assistant de Lo
- Tats Lau : Assistant de Lo
- Vincent Kok : Assistant de Lo
- Sam Lee : Frog
- Law Kar-Ying : Assistant de Chan
- Stephen Chow : H.K. Officier de police